# Hall of Fame (Brussel)

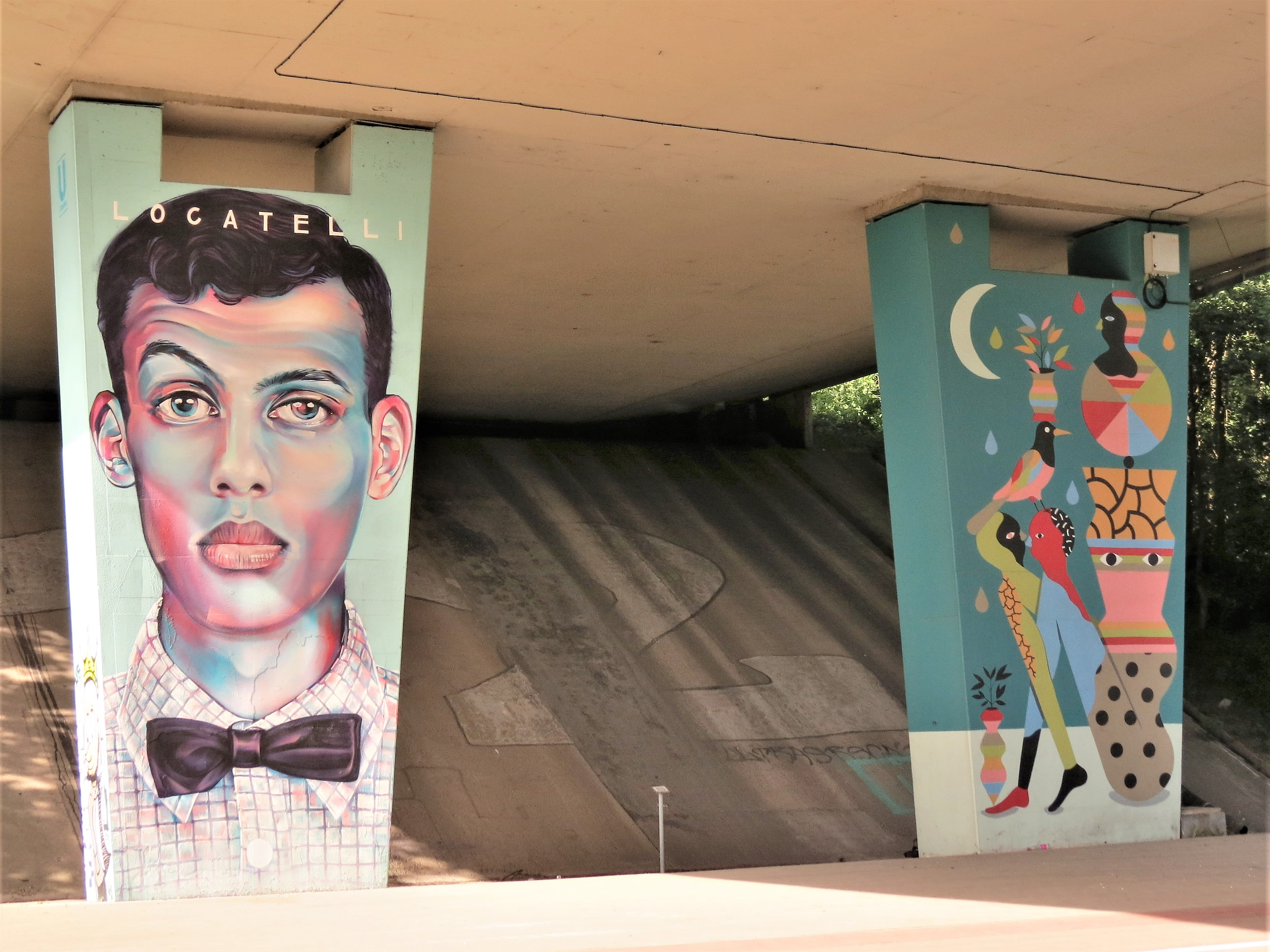
Het portret van Stromae (links), gemaakt door Steve Locatelli

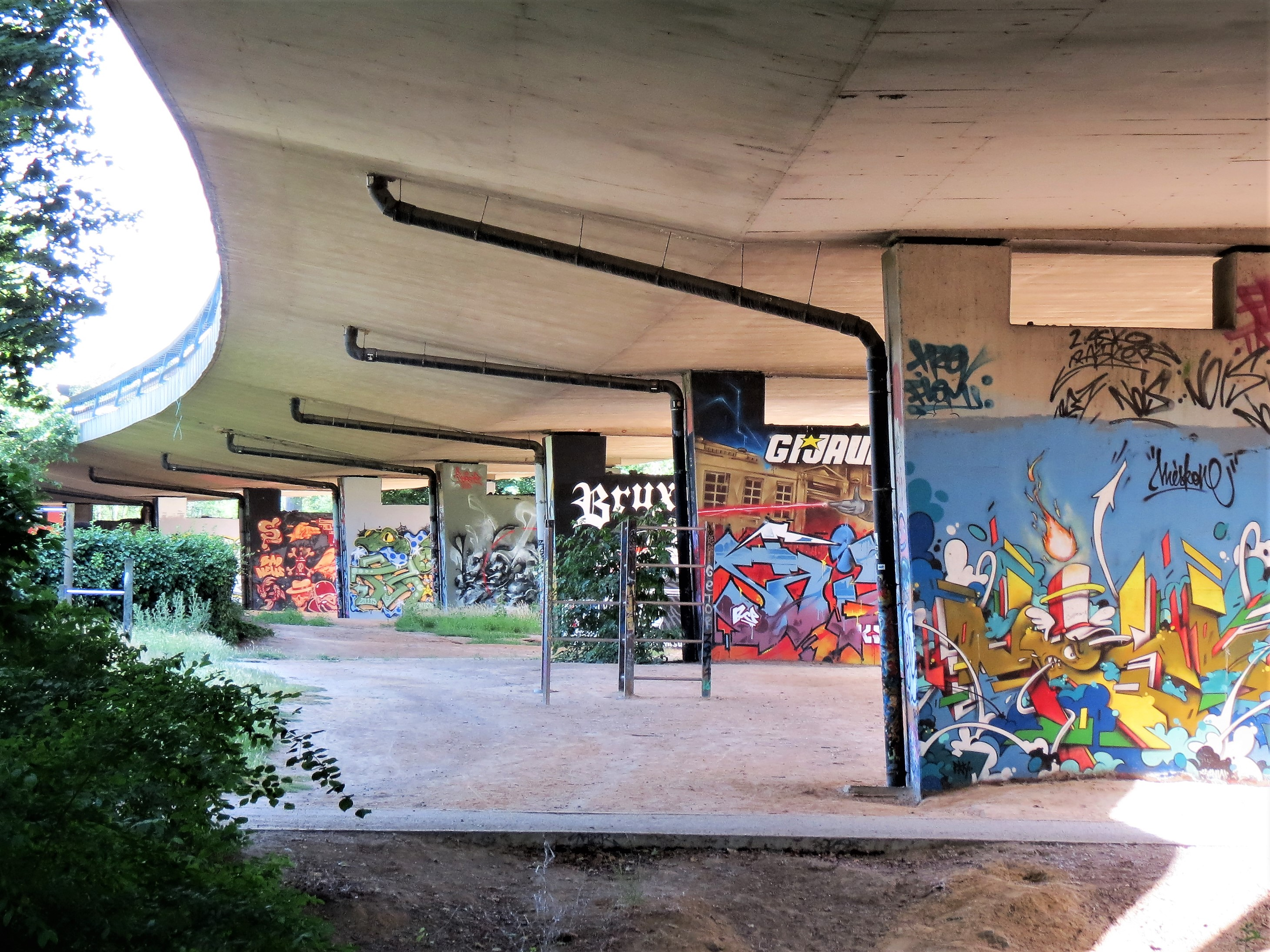
De fresco's met graffiti in het openluchtmuseum

De Hall of Fame is een permanent openluchtmuseum van graffiti in Anderlecht, een deelgemeente van het Brussels Hoofdstedelijk Gewest. Aan de rand van het Vijverspark en het beschermde natuurgebied van Neerpede bevinden zich onder de Brusselse Ring ongeveer 150 zuilen die versierd zijn met deze kunstvorm. Alle emoties gaande van liefde en humor tot provocatie en rebellie komen er aan bod.

## Geschiedenis
Sinds 1991 is deze locatie in Anderlecht de uitverkoren plaats voor liefhebbers van graffiti uit Brussel. Begin jaren 2000 ontstond de naam 'Hall of Fame', vernoemd naar andere plaatsen in de wereld waar graffitikunstenaars zich kunnen uitleven.
In april 2016 startte de dienst Toerisme van toenmalig burgemeester Éric Tomas samen met de vzw Urbana een grootschalig cultuurproject. Een twintigtal bekende graffitikunstenaars mocht hun kunsten vertonen op de acht meter hoge zuilen. Deze werken vonden plaats in het kader van 'De reuzen van Anderlecht' tijdens de vierde editie van het kunstenaarsparcours Itinérart.
Vandaag is het nog steeds een van de belangrijkste uitdrukkingsplaatsen voor graffitikunstenaars in Brussel. De plaats is continu in ontwikkeling: nieuwe werken vinden er hun plaats, oudere werken worden soms door nieuw kunstenaars bijgewerkt en ook de weersinvloeden hebben hun impact. De vergankelijkheid van deze kunstvorm, geeft hem voor velen een bijzondere aantrekkingskracht.

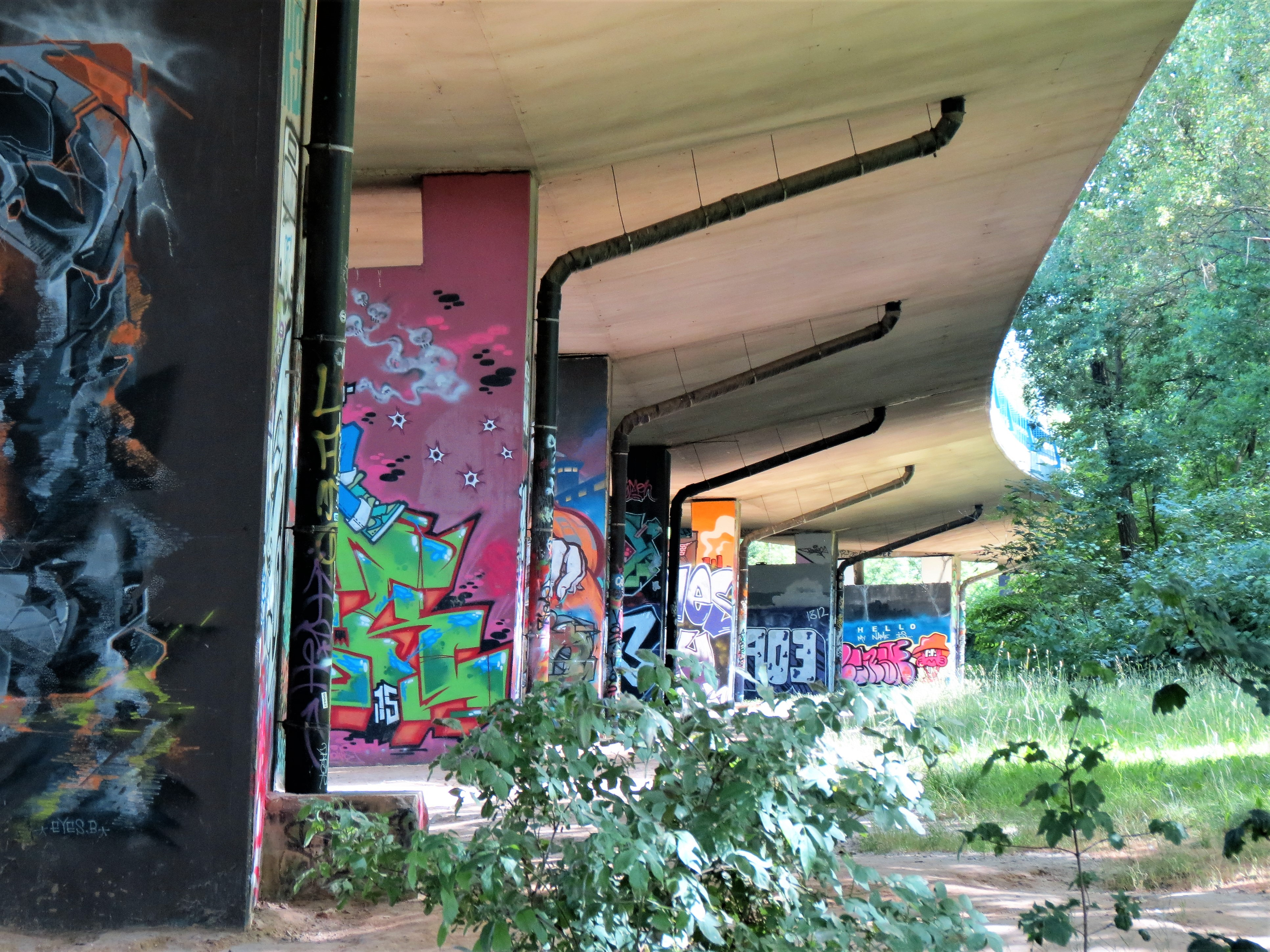
De zuilen onder de Brusselse Ring

## Collectie
Het museum heeft een collectie die gedomineerd wordt door kaligrafieën en fresco's. De eerste vorm omvat meestal eenvoudige, eenkleurige letters die de handtekening van de kunstenaar weergeeft. De fresco's daarentegen geven een beeld of afbeelding van een persoon weer. Zowel reële figuren als fictieve vrolijken het beton op. Een van populaire kunstwerken is het portret van de Belgische zanger Stromae, gemaakt door Steve Locatelli. Alle kunstwerken zijn van Brusselse kunstenaars, onder wie:
- Blancbec
- Defo Dalbino
- Derm
- El nino 76
- Eyes-B
- Farm Prod
- Hell'o
- Reset
- Solo Cink
- Steve Locatelli[8]

## Tentoonstellingen
De Hall of Fame is het hele jaar open en op elk ogenblik gratis toegankelijk. Voor het onderhoud en de bewaking staat de gemeente Anderlecht in. Geleide bezoeken kunnen aangevraagd worden bij de dienst Toerisme van de gemeente.